# Aegomorphus wojtylai
Aegomorphus wojtylai là một loài bọ cánh cứng trong họ Cerambycidae.